# Grandi Stazioni

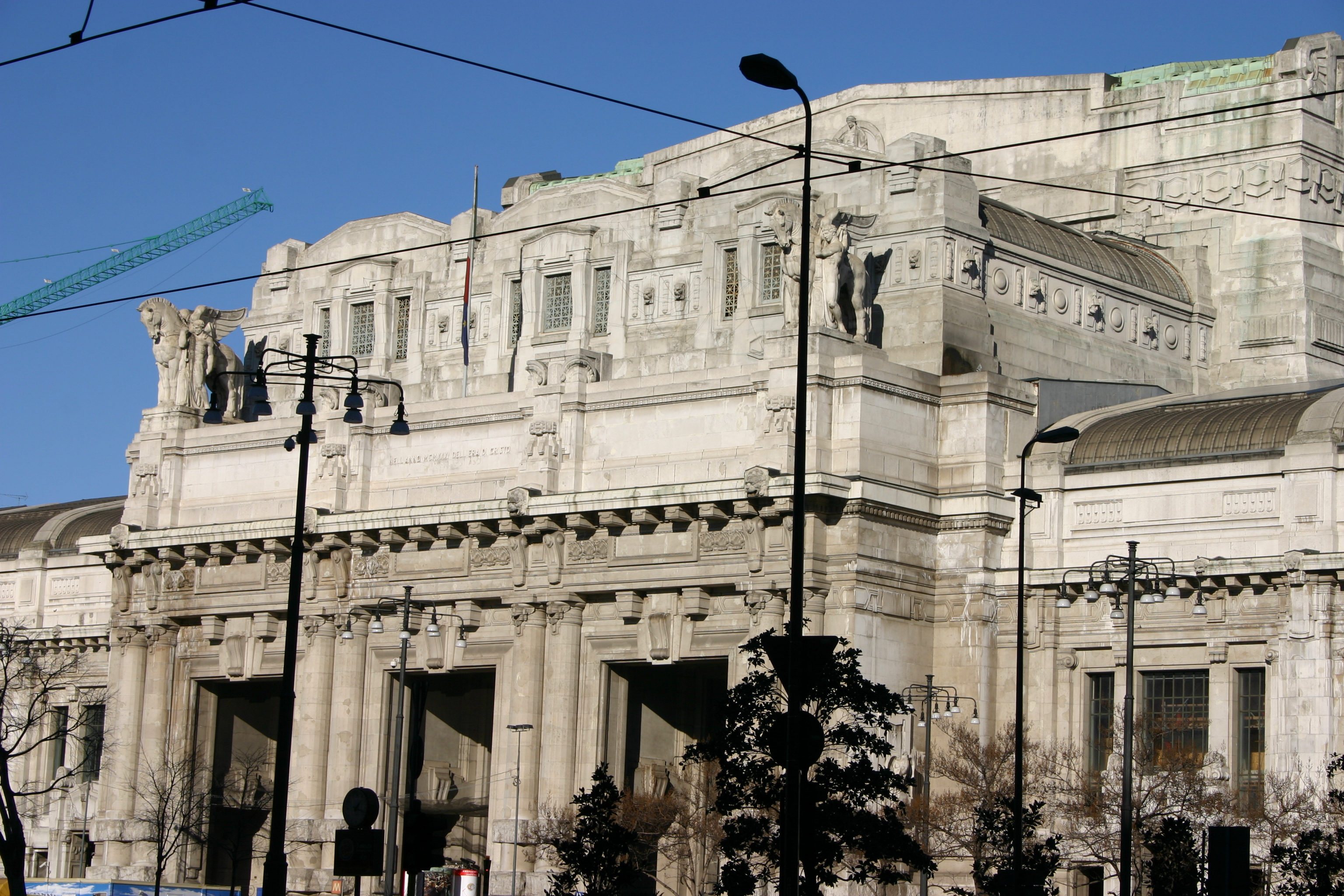
Gare de Milan-Centrale.

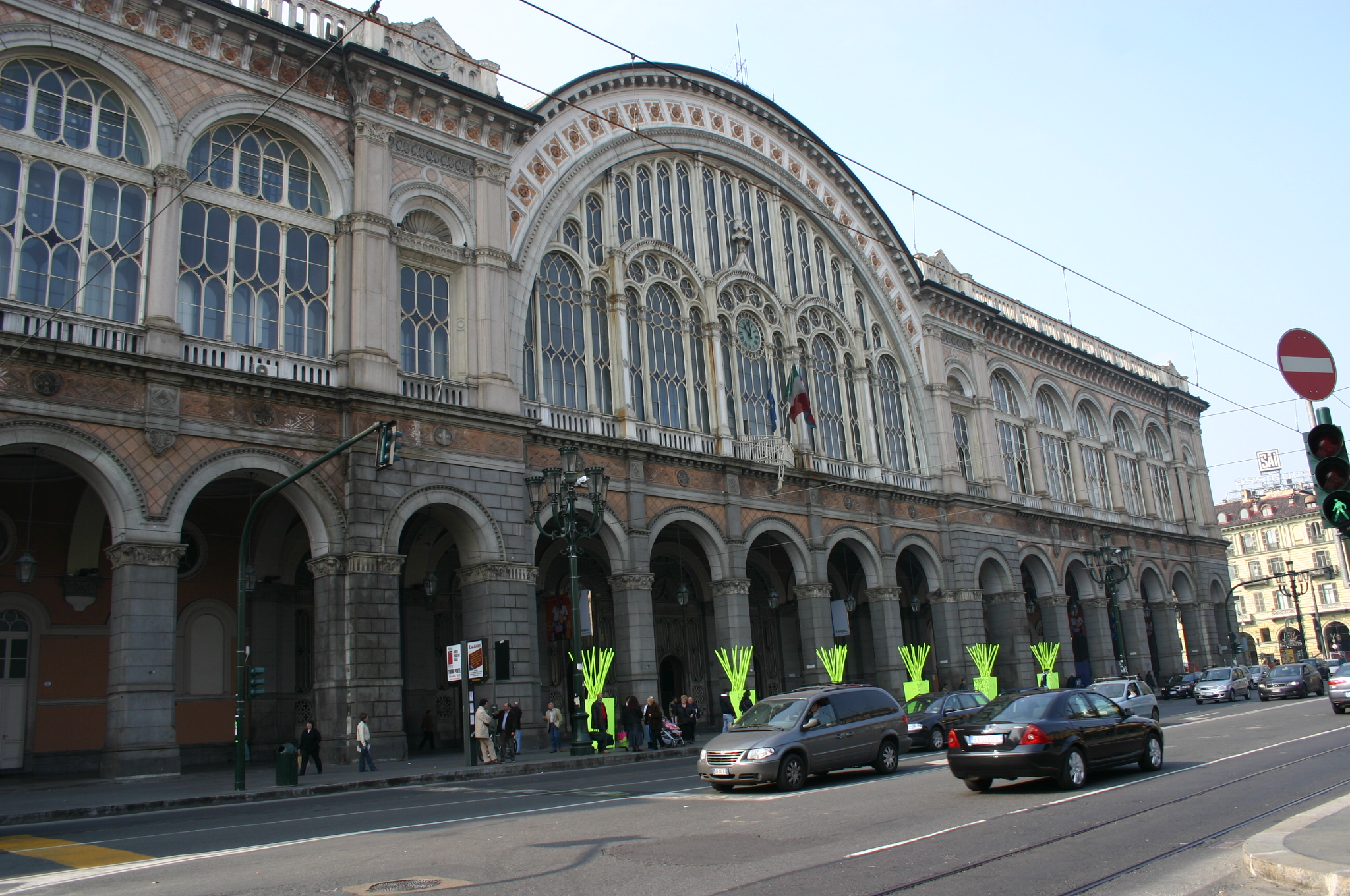
Gare de Turin-Porta-Nuova.

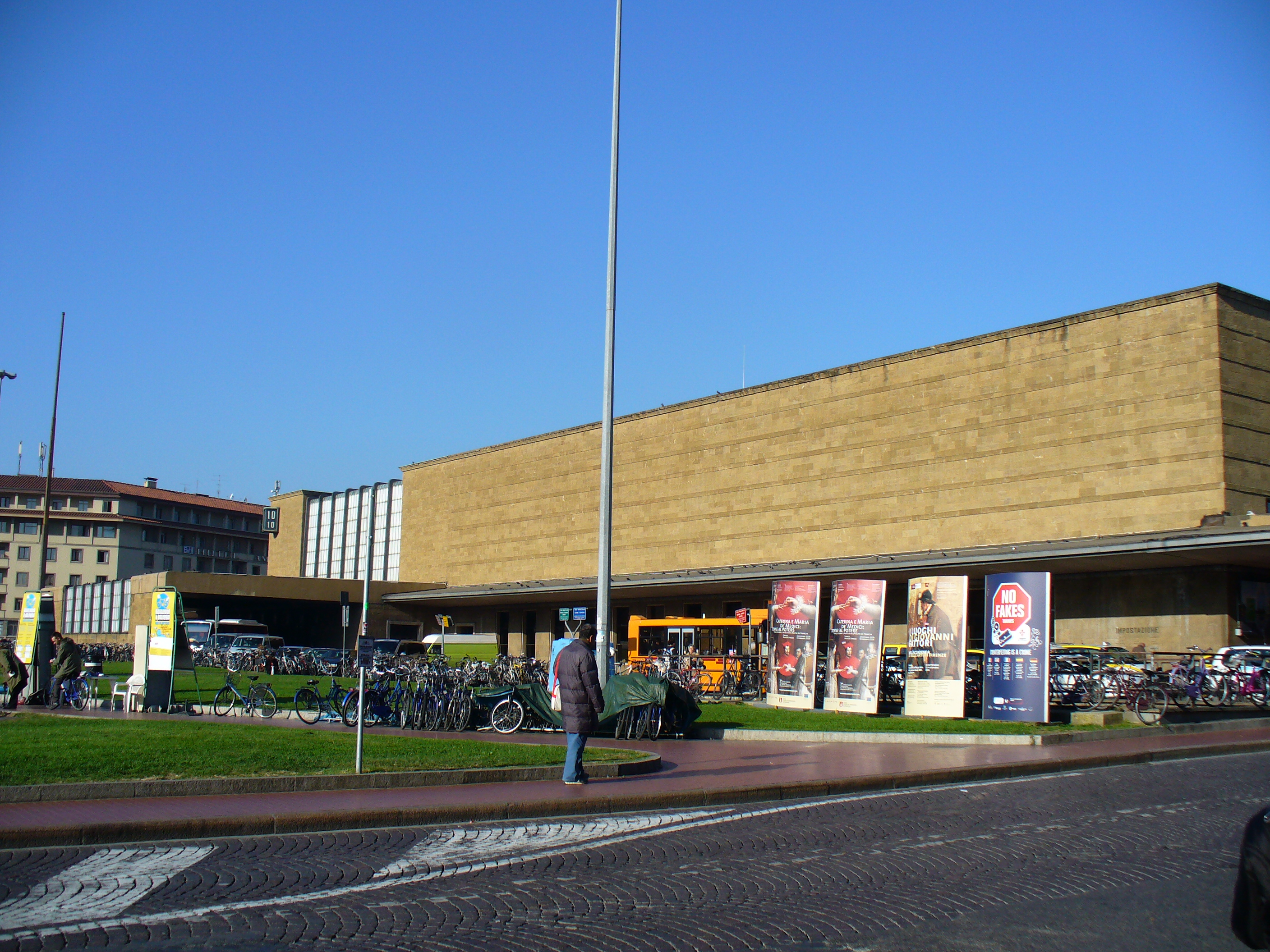
Gare de Florence-Santa-Maria-Novella.

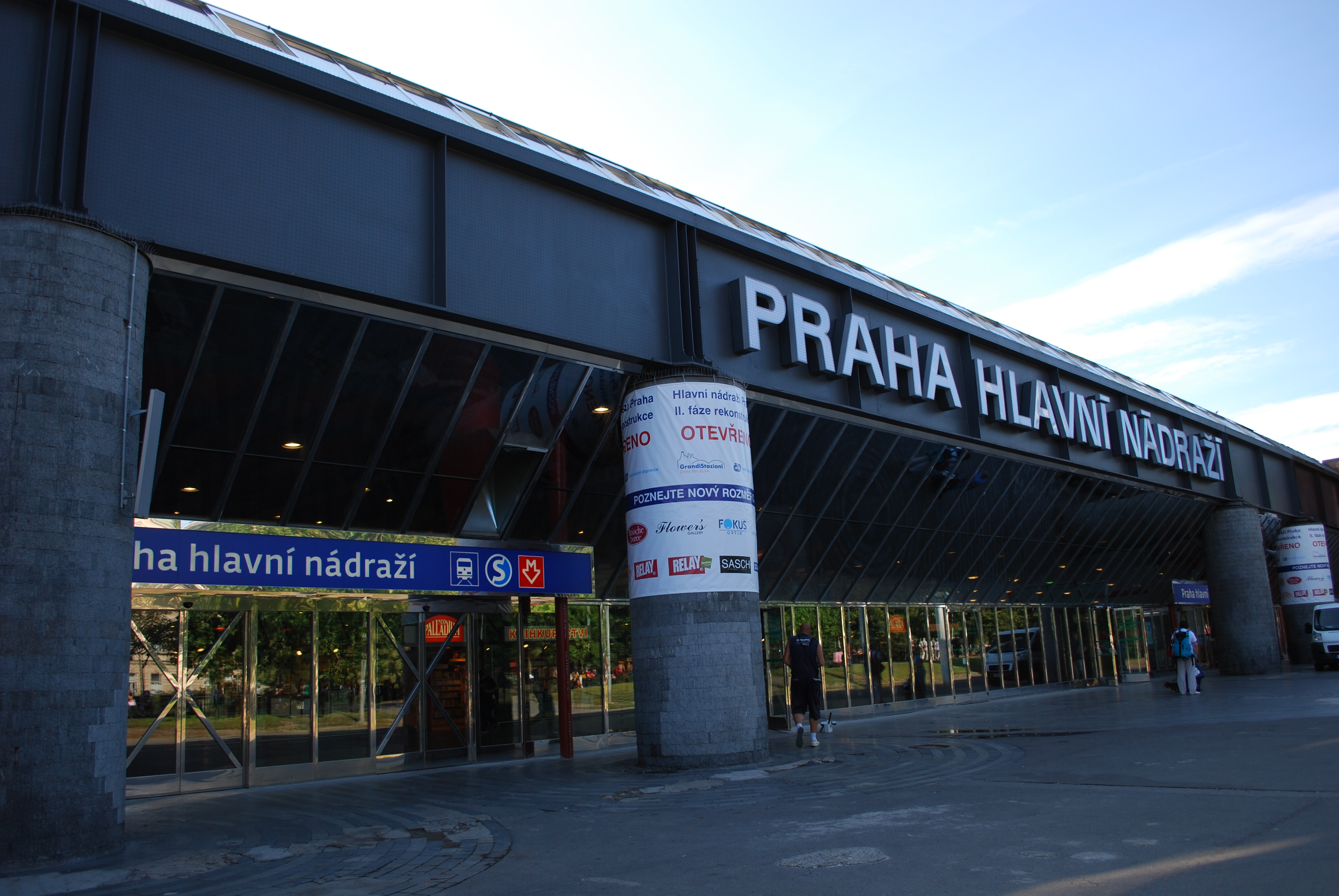
Gare centrale de Prague (Prague).

Grandi Stazioni S.p.A. (Grandes Gares), est une ancienne entreprise publique fondée en 1998, filiale des Ferrovie dello Stato S.p.A., les chemins de fer italiens. Elle était chargée de réaménager, améliorer et gérer les quatorze principales gares italiennes, les autres gares italiennes du réseau RFI étant gérées par une société sœur : Centostazioni S.p.A. (Cent gares). Son activité s'étend en 2003 en République tchèque, pour le réaménagement et la gestion de trois gares importantes. Elle est divisée en septembre 2015 par Ferrovie dello Stato en trois entités (GS Retail, GS Rail, GS Immobiliare). Depuis juin 2016, l'entitée Retail est contrôlée à 100% par le consortium italo-français Antin-Borletti-Icamap, dont la concession doit durer jusqu’en 2040, Rail et Immobiliare restant sous le contrôle de FS. 

## Gares gérées par Grandi Stazioni SpA

### Gares en Italie
Classée par importance du transit moyen annuel de voyageurs :
- Gare de Rome-Termini : 150 millions[2],
- Gare de Milan-Centrale : 120 millions[3],
- Gare de Turin-Porta-Nuova : 70 millions[4],
- Gare de Florence-Santa-Maria-Novella : 59 millions[5],
- Gare de Bologne-Centrale : 58 millions[6],
- Gare de Rome-Tiburtina : 55 millions,
- Gare de Naples-Centrale : 50 millions[7],
- Gare de Venise-Mestre : 31 millions[8],
- Gare de Venise-Santa-Lucia : 30 millions[9],
- Gare de Vérone-Porta-Nuova : 25 millions[10],
- Gare de Gênes-Piazza-Principe : 24 millions[11],
- Gare de Gênes-Brignole : 22 millions[12],
- Gare de Palerme-Centrale : 19 millions[13],
- Gare de Bari-Centrale : 14 millions[14].

Ces quatorze gares sont les plus importantes d'Italie, elles traitent plus de 30 % du trafic voyageurs du réseau ferré italien, 600 millions de personnes les fréquentent annuellement (voyageurs).
À ces 14 gares, il faut ajouter les nouvelles gares sur les lignes à grande vitesse AV/AC :
- Naples Afragola (Naples)
- Florence Belfiore (Florence).

### Gares à l'étranger
- Gare centrale de Prague,
- Karlovy Vary en République tchèque,
- Marienbad en République tchèque.

## Répartition du capital
Source Grandi Stazioni
- Ferrovie dello Stato SpA : 60 %;
- EuroStazioni SpA, : 40 %, composée de  :
  - Sintonia - Edizione Holding SpA, Benetton Group : 31,71 %;
  - Vianini Lavori, Groupe Caltagirone: 31,71 %
  - Pirelli & C. Real Estate SpA, Groupe Pirelli : 31,71 %;
  - SNCF Participations : 1,87 %.